# Imécourt
Imécourt är en kommun i departementet Ardennes i regionen Grand Est (tidigare regionen Champagne-Ardenne) i nordöstra Frankrike. Kommunen ligger  i kantonen Buzancy som ligger i arrondissementet Vouziers. År 2022 hade Imécourt 43 invånare.

## Befolkningsutveckling
Antalet invånare i kommunen Imécourt
Referens: INSEE